# Santuario de San Pascual Baylón
El santuario de San Pascual Baylón (de Sant Pasqual en valenciano), conocido popularmente como El Sant, se encuentra en Villarreal, en la provincia de Castellón (España). El conjunto está formado por el "Templo Votivo Eucarístico Internacional", proclamado basílica menor por el papa Juan Pablo II, la Real Capilla con el sepulcro de san Pascual Baylón, el museo del Pouet del Sant y el convento de clausura de las madres clarisas.
El convento tiene sus orígenes en el siglo XVI, pero es gracias a que en él vivió, murió y fue enterrado san Pascual Baylón, que alcanzó fama e importancia como lugar de peregrinación. La Real Capilla, construida en el siglo XVII para albergar los restos del santo, era considerada como el primer monumento del barroco valenciano en orden de tiempo y mérito. Sin embargo, la antigua iglesia conventual y la capilla barroca fueron destruidas por un incendio provocado en 1936 en el transcurso de la guerra civil española. El nuevo templo no está terminado, aunque está abierto al culto. Sí está terminada la nueva Real Capilla, inaugurada en 1992 por el rey Juan Carlos I de España.
La restauración del monasterio ha consolidado vestigios tan característicos como el claustro, la escalera, la sala De Profundis, y en el refectorio, el asiento que ocupaba el santo frente al del beato Andrés Hibernón. Las dos torres campanario albergan un carrillón de 72 campanas y un conjunto de 12 campanas de volteo, entre ellas la mayor campana de volteo del mundo.

## Historia
Los orígenes del santuario se remontan al siglo XVI, cuando en 1575 el papa Gregorio XIII por medio de una bula pontificia concedió permiso a la Orden franciscana, que había sido reformada por san Pedro de Alcántara, para la creación de un nuevo convento en las tierras del Reino de Valencia. En un primer momento los frailes se instalaron en el ermitorio de la Virgen de Gracia, a orillas del río Mijares, en la misma localidad de Villarreal, pero finalmente, los Jurados del municipio les autorizaron para ocupar una pequeña ermita en las afueras de la villa, aunque tuvieron que disputarse el lugar con los dominicos que también lo pretendían. La ermita estaba situada en el arrabal del camino de Castellón, el actual "Arrabal de San Pascual", que recibe este nombre por la presencia del convento y el templo.
La ermita estaba dedicada a Nuestra Señora del Rosario y había sido fundada el 14 de octubre de 1571 por el pueblo villarrealense para celebrar la victoria cristiana en la batalla de Lepanto frente al Imperio otomano el 7 de octubre de ese mismo año, festividad de la Virgen del Rosario y de ahí su dedicación. Los franciscanos descalzos alcantarinos se instalaron en la ermita en noviembre de 1578 y procedieron a la ampliación de la misma y a la construcción del nuevo convento, eso sí, respetando la dedicación de la capilla a la Virgen del Rosario. En su construcción siguieron las normas de austeridad de la orden, como puede apreciarse aún en el claustro, escaleras interiores, sala De profundis, refectorio y paramentos exteriores.

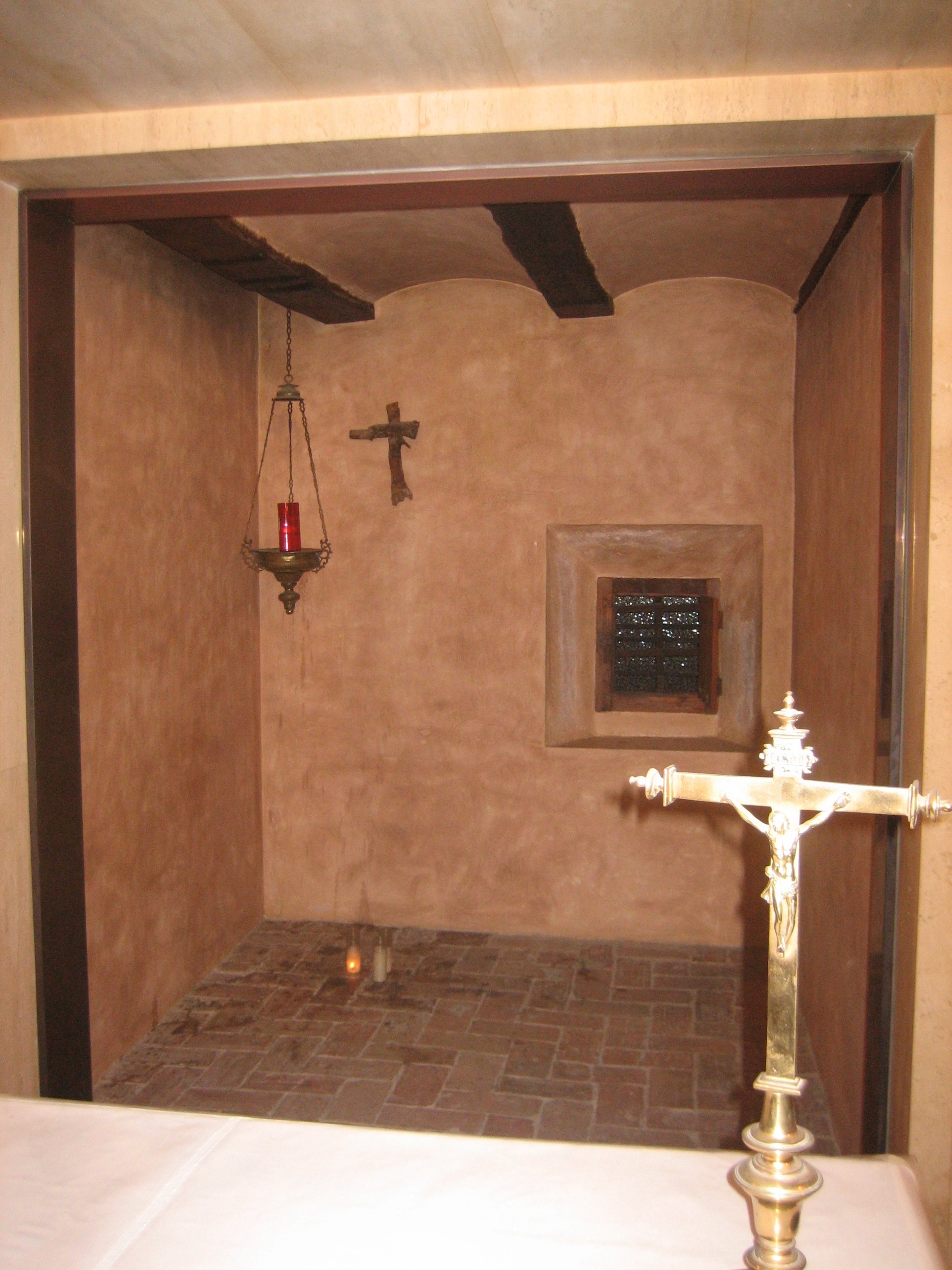
Celda donde vivió y murió san Pascual Baylón en el convento de Villarreal

La fama y repercusión de este monasterio es debida al fraile alcantarino san Pascual Baylón. Este ya había visitado el monasterio en 1587 pero fue destinado a Villarreal en 1589, donde viviría hasta su muerte en 1592. Ese mismo año, en el claustro se excavó un pozo de benéficas aguas, conocido como el Pouet del Sant. A su muerte, los propios frailes enterraron su cuerpo en la misma iglesia, a pies del altar de la Inmaculada, debido a la fama de santidad que había alcanzado en vida, y era allí donde los fieles veneraban sus restos. Felipe II de España aprobó el proceso de beatificación, proceso potenciado por su hijo Felipe III. En 1599 el mismo Felipe III y su esposa Margarita de Austria visitaron el santuario para visitar la tumba de san Pascual.
En 1706, durante el transcurso de la Guerra de Sucesión Española, la villa de Villarreal fue asaltada por las tropas borbónicas a las órdenes del conde de las Torres. Durante el asalto, las tropas incendiaron el archivo del convento y destruyeron varias dependencias. Debido a estos destrozos, en 1721 se reformó el convento y se construyó un segundo claustro, situado junto al original. En el mismo siglo XVIII, concretamente en 1791 y con motivo del primer centenario de la canonización de san Pascual, se organizaron grandes celebraciones y se autorizaron un gran número de corridas de toros en beneficio del convento en la plaza junto al mismo.
En el siglo XIX, y a causa de la invasión napoleónica, los frailes del convento ocultaron el cuerpo del santo, siendo restituidas a su lugar habitual el 31 de julio de 1812. En 1835 se produjo la exclaustración de la comunidad religiosa debido a la desamortización (España), pero al año siguiente, en 1836, el convento fue nuevamente ocupado, esta vez por las monjas franciscanas provenientes del convento de Santa Clara de Castellón de la Plana. El 15 de mayo de 1899 se produjo una Peregrinación Nacional al sepulcro del santo. El 28 de marzo de 1908, un decreto de la Santa Sede reconocía el derecho de la comunidad de monjas clarisas sobre la Real Capilla con el sepulcro del santo.
El 7 de julio de 1911 se celebró una romería valenciana para clausurar el Congreso Eucarístico celebrado en Madrid y el 8 de agosto del mismo año se construyó una nueva espadaña para la colocación de dos nuevas campanas. El 13 de agosto de 1936, en los primeros meses de la guerra civil española, el santuario fue profanado e incendiado por un grupo anarquista de fuera de la ciudad. Ya finalizada la contienda, el 17 de mayo de 1942, festividad de san Pascual, se puso la primera piedra del nuevo templo, ya que el anterior había quedado reducido a escombros. El nuevo proyecto se puso en marcha gracias a las donaciones anónimas de los fieles, iniciándose la reconstrucción el 13 de junio de 1949; en mayo de 1971 se dio por finalizada la primera etapa, poniéndose la primera piedra el 17 de mayo de ese año y consagrándose el altar el día 23 del mismo mes. Durante este periodo, los restos del santo abandonaron el santuario, concretamente el 30 de julio de 1960, cuando fueron llevadas a Múnich para el Congreso Eucarístico celebrado en la ciudad alemana; las reliquias fueron llevadas en un relicario obra de Julio Fuster. En febrero de 1974, coincidiendo con los actos del VII centenario de la fundación de Villarreal, se abrió al culto y la consagración con la bendición del austero templo por parte del Provincial de la Orden Franciscana.
A finales del siglo XX se dio un nuevo impulso a las obras del nuevo templo. Así, para el centenario de la muerte, en 1991, y de la canonización de san Pascual, en 1992, se terminó la fachada principal y se erigieron las dos torres campanario. También se instaló el grupo escultórico obra del villarrealense José Ortells en el altar mayor para la exposición del Santísimo Sacramento y la construcción de la nueva Real Capilla que acoge los restos del santo, obra del también escultor villarrealense Vicente Lloréns Poy. El 25 de marzo de 1996, el papa Juan Pablo II otorgó al templo la dignidad de basílica menor, al tiempo que nombraba a san Pascual Baylón "Patrono Universal del Culto Eucarístico". El 15 de septiembre de 1997 se celebró el VII Congreso Eucarístico Nacional.

## Templo

### Antigua iglesia conventual
Cuando los frailes alcantarinos se instalaron en la ermita del Rosario en 1578, éstos procedieron a la construcción de una iglesia para el convento. Este templo fue pasto de las llamas en agosto de 1936, en los primeros meses de la Guerra civil, por lo que ya no existe. Sobre los restos del incendio se construyó el nuevo "Templo Votivo Eucarístico Internacional".
La antigua iglesia conventual, de una nave con bóveda de arista y sin crucero, constaba de cuatro tramos. En el primero de ellos desde la puerta principal se encontraba un coro alto. La nave contaba con pilares adosados de orden corintio y capillas en los laterales entre los contrafuertes; dichas capillas estaban dedicadas a san Antonio de Padua, san Juan Bautista y la Virgen de los Dolores. En el segundo tramo se encontraba una capilla ovalada dedicada a san Pedro de Alcántara cuya primera piedra se puso el 24 de mayo de 1764 y cuyas obras terminaron el 26 de julio de 1765. En esta capilla se instaló más tarde una imagen del santo obra de Ignacio Vergara y se decoró con pinturas de José Vergara, hermano del anterior, quien terminó las pinturas que representaban la glorificación de varios santos franciscanos el 28 de agosto de 1765.
El altar mayor estaba dedicado a la Virgen del Rosario, a quien estaba dedicada la ermita original en la que se instalaron los frailes. En los laterales adelantados se encontraban los altares a san Francisco de Asís y a la Inmaculada Concepción.

### La iglesia contemporánea

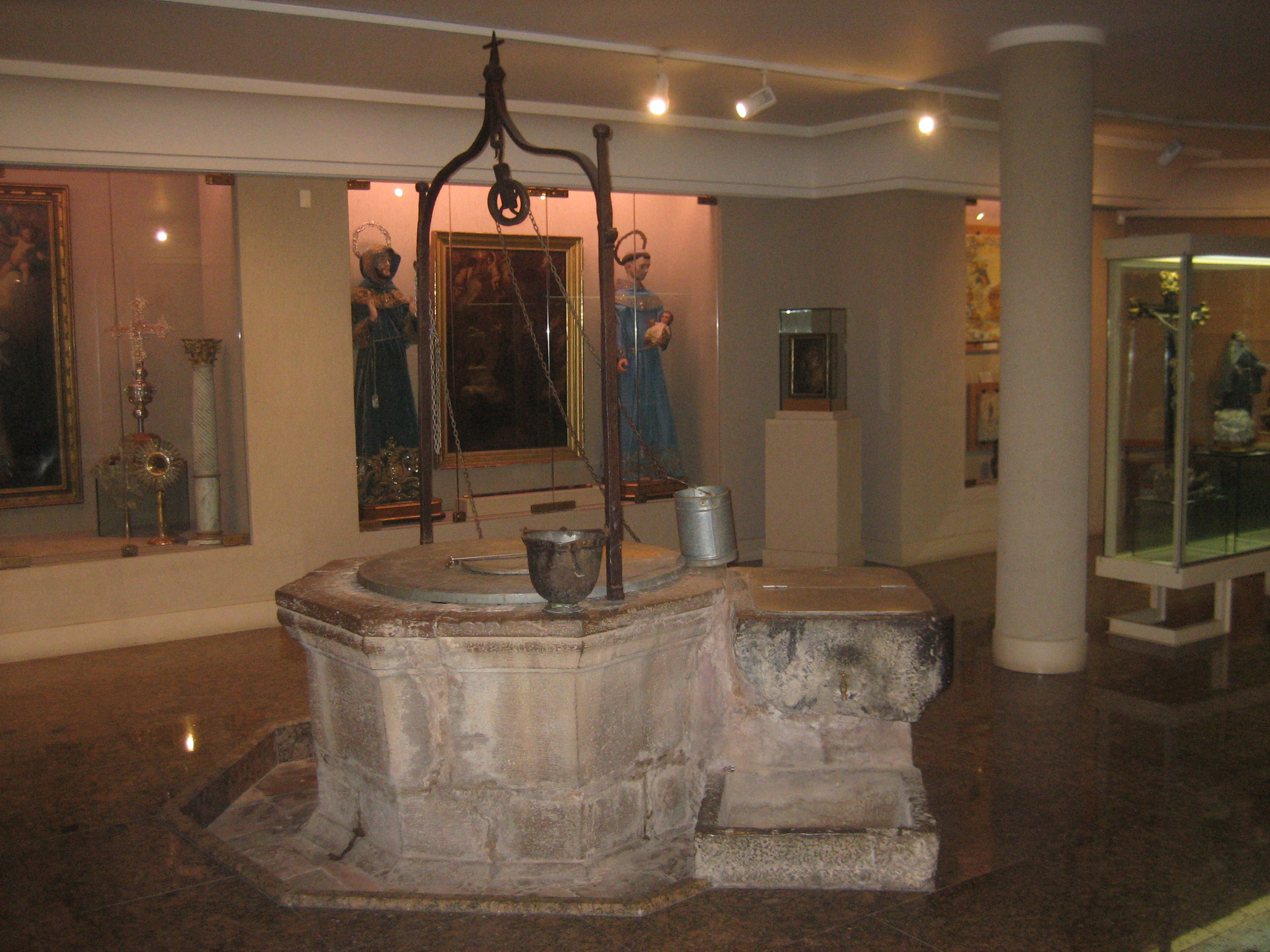
Pouet del Sant en la sala museo del mismo nombre

El presbiterio lo preside una custodia de plata sostenida por dos ángeles de talla dorada, obra del escultor José Ortells, de 1952, y que antes se usaron para sostener los restos del santo. Con similar estilo arquitectónico una pequeña capilla contigua al pórtico, en el recinto del cancel, guarda la imagen de san Pedro de Alcántara, obra de Ignacio Vergara, que pudo ser salvada del incendio de 1936. Algunas piezas de valor artístico e histórico de entre los siglos XVI y XX, salvadas del incendio de 1936 permanecen expuestas en la sala museo del Pouet del Sant, en la planta baja de la Real Capilla. En ella se conserva el Pouet del Sant (Pozo de Santo), de 1589, cuyas aguas son muy apreciadas por los fieles devotos, de donde proviene el nombre de la sala.

## Real Capilla
Cuando en 1674 el papa Clemente X promovió el proceso de canonización del ya beato Pascual Baylón, el Consejo municipal de Villarreal y la comunidad de alcantarinos decidió construir una capilla junto a la iglesia del convento donde alojar en una urna los restos del fraile. En seis años se finalizaron las obras de la nueva capilla y fue entonces cuando se produjo un enfrentamiento entre las autoridades municipales y los responsables de la Provincia Franciscana de San Juan Bautista, debido a que ambas partes deseaban colocar su escudo en un lugar preferente en el retablo de la capilla. El conflicto llegó a la Gobernación General de Valencia pero pudo resolverse gracias a la llegada a un consenso. Ambas partes acordaron ofrecer el patronato de la nueva capilla al rey Carlos II de España.
El monarca español aceptó el ofrecimiento de presidir el patronato y ordenó colocar su propio escudo en un lugar destacado mediante una Real Orden del 18 de abril de 1681 expedida en el palacio de Aranjuez. Tan solo nueve días después se trasladó de forma solemne el cuerpo de san Pascual a su nuevo sepulcro, contando el traslado con la presencia destacada del conde de Aguilar, virrey de Valencia.

### Capilla barroca
La capilla barroca constituía una joya artística del barroco valenciano. El amplio recinto de la capilla, enriquecido con el tiempo, tenía los muros decorados con pinturas esgrafiadas, paneles cerámicos con motivos vegetales y zócalos con motivos eucarísticos. Una serie de ocho pinturas sobre lienzo de Domingo Saura representaban varios milagros de san Pascual. La principal obra de la capilla era el retablo barroco de madera dorada con la urna de cristal que contenía el cuerpo incorrupto del santo. Al camarín posterior se accedía gracias a unas escaleras laterales, lugar con decoración barroca en el que se podía observar y venerar el cuerpo del santo alcantarino.
Al igual que la iglesia conventual, la Real Capilla fue pasto de las llamas en agosto de 1936, pocos meses después de empezada la Guerra civil española. Tras el incendio, algunos fieles recuperaron las reliquias del santo que se habían salvado y fueron guardadas en la iglesia arciprestal de San Jaime. Allí permanecieron hasta 1952, cuando en la celda del convento en la que vivió el santo se habilitó un camarín y donde en una urna de plata, sustentada por un grupo escultórico obra de José Ortells, se depositaron los restos que quedaban del santo. El traslado se efectuó el 2 de junio y acudieron numerosas autoridades eclesiásticas y dignatarios que habían estado presentes en el Congreso Eucarístico celebrado en Barcelona. Este grupo escultórico fue empleado posteriormente para la exposición del Santísimo Sacramento en el altar mayor del nuevo templo.

### Capilla contemporánea

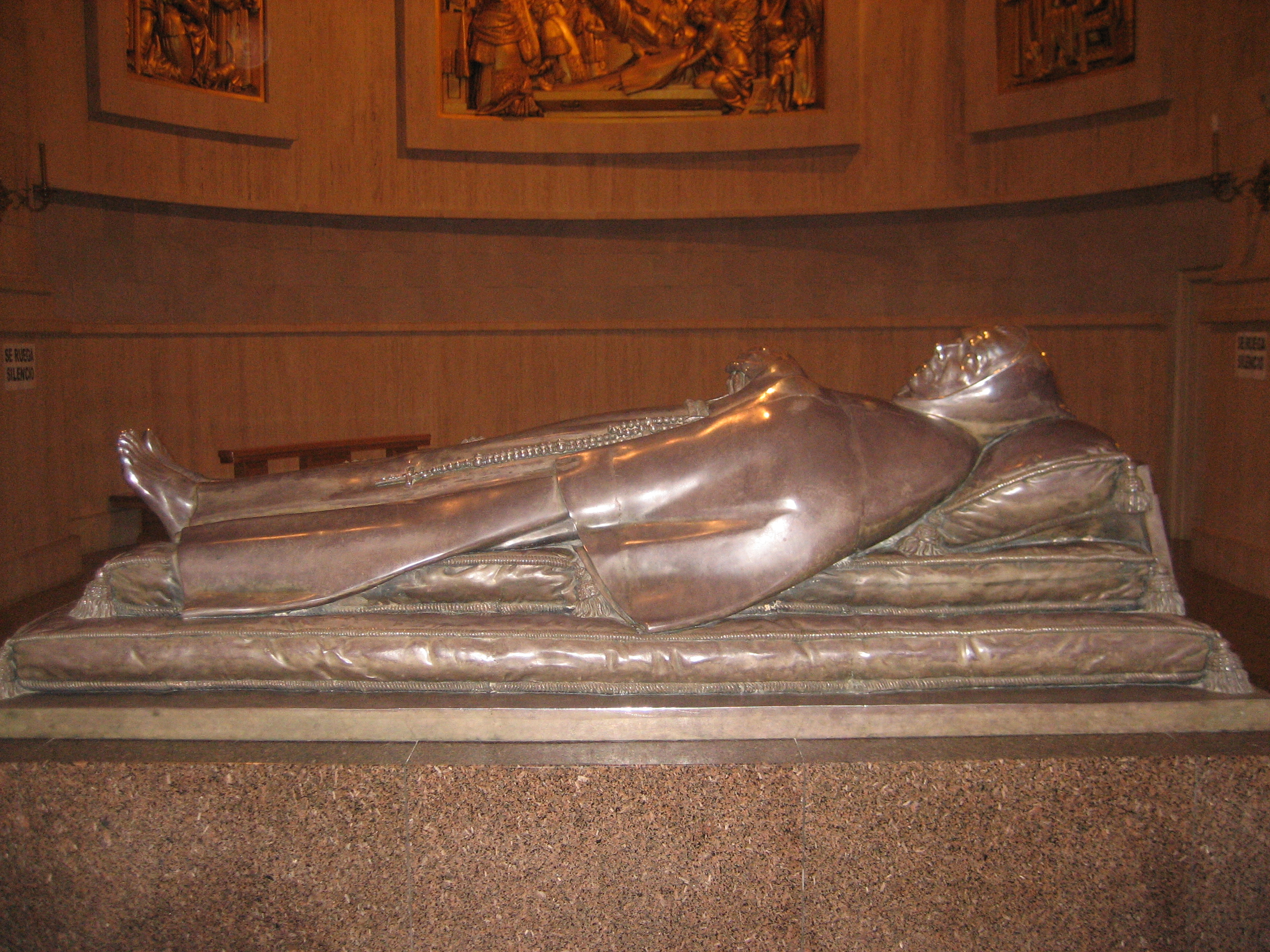
Sepulcro de San Pascual Baylón, obra en plata de Vicente Lloréns Poy

El 17 de mayo de 1992, por motivo del IV centenario de la muerte del santo, se inauguró la nueva Capilla Real, esculpida por Vicente Lloréns Poy, y los restos del santo depositados en el nuevo sepulcro de plata que representa el cuerpo tendido de san Pascual. El sepulcro, es una estatua yacente del santo labrada en 300 kg de plata y con una base de granito con dos escalones y que permiten a los fieles acercarse al mismo. La escultura estuvo inspirada en el cuerpo incorrupto que se veneraba antes del incendio del 1936 y se encuentra delante de la antigua celda del santo, delante de la cual se halla el cartapacio de devoción de san Pascual, manuscrito por el mismo santo.
Sobre la celda se encuentra el retablo de 14 metros de altura con cincuenta figuras doradas con oro fino. El panel central del retablo representa la Glorificación de San Pascual, con los símbolos eucarísticos, dado su patronazgo de los Congresos Eucarísticos, y rodeado de ángeles. Debajo de éste se encuentra la representación de la muerte de san Pascual, flanqueada en cada costado por los escudos con ángeles tenantes de Carlos II de España, quien fue el primer protector de la capilla, y de Juan Carlos I de España, en cuyo reinado se inauguró la nueva Capilla y quien aceptó expresamente que su escudo fuera situado en el mismo y que representan el Patronato Real.

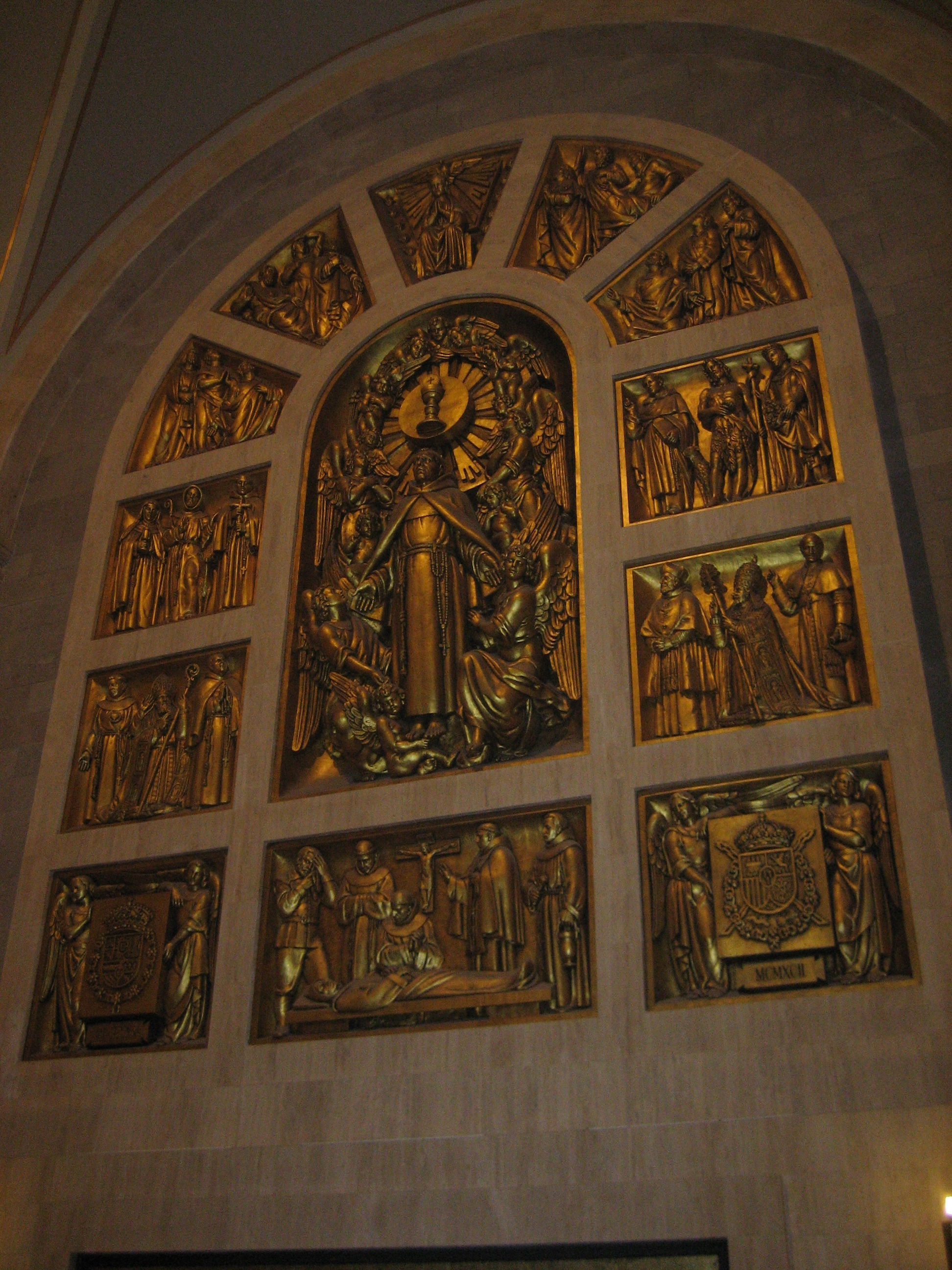
Retablo de San Pascual en la Real Capilla, obra del escultor villarrealense Vicente Lloréns Poy

En la clave del arco central del retablo, se encuentra la imagen del Espíritu Santo y de la Virgen María bajo la advocación de Nuestra Señora de Gracia, patrona de la villa. Los cuatro paneles restantes del arco del retablo contienen las figuras de los doce apóstoles, tres en cada uno de ellos. La calle derecha del retablo, y en orden ascendente contiene en primera instancia las figuras de san Roberto Belarmino y los papas Alejandro VIII y León XIII. En el panel superior se encuentran san Vicente Ferrer, san Juan el Bautista y santa Isabel de Aragón. En la calle izquierda se encuentran san Juan de Ribera y los beatos Nicolás Factor y Andrés Hibernón, compañero de san Pascual, en el panel inferior, y a santa Clara, san Francisco de Asís y san Pedro de Alcántara en el panel superior.
La Real Capilla cuenta además con un relieve eucarístico de bronce sobredorado en el trasagrario, a pies del sepulcro, y con un ciclo de seis paneles escultóricos en los laterales en forma de ábsides semicirculares, que representan algunos momentos de la vida de san Pascual. En la parte de la entrada a la capilla se encuentran los paneles de las siguientes escenas: "El joven pastor Pascual recibe el sayal alcantarino de manos de san Francisco y santa Clara", "El apedreamiento de san Pascual en tierras francesas y el triunfo de la Eucaristía" y "San Pascual, escritor y maestro de novicios". En el ábside frontal se encuentran las escenas: "San Pascual ejerciendo la caridad", "Las exequias del Santo" y "Entrevista del padre Ximénez con Felipe II para promover la canonización de san Pascual".
El revestimiento de piedra de la zona y de travertino romano entona con la de granito del suelo, el oro patinado de los relieves y el metal cincelado de las cancelas, lámparas votivas, candeleros, apliques y otros elementos decorativos.

## Carrillón y conjunto de campanas de volteo
El 17 de mayo de 1998, día de la festividad de san Pascual, se inauguraron el carillón y el conjunto de campanas de volteo que albergan las dos torres campanario de la basílica. Las 84 campanas fueron bendecidas por el cardenal Antonio María Javierre. Tanto el carillón como el conjunto de campanas de volteo fueron donados a la basílica y al pueblo de Villarreal por el empresario local José Gómez Mata. El concierto inaugural del carillón, que fue grabado y distribuido gratuitamente, fue interpretado por el carillonista belga Aimé Lombaert. El mismo día pero de 2001 se celebró un concierto extraordinario en honor de san Pascual y en memoria de Ana Viñes Rubert, esposa de José Gómez, interpretado por la japonesa Yuko M. Tajima, carillonista de la Alte Nicolaikirche de Fráncfort del Meno.
Las campanas que componen el carillón, con un peso de 23 500 kg de bronce sin contar los accesorios, fueron diseñadas e instaladas por la empresa belga Clock-o-Matic y fabricadas por la empresa neerlandesa Royal Eijsbouts, mientras que el conjunto de 12 campanas de volteo de la torre este fue fabricado por la empresa Fonderie Paccard en la Alta Saboya e instalado por la empresa de Badalona Ermec.org. El conjunto de campanas de las dos torres gemelas de la basílica son el mayor instrumento musical del mundo ya que tienen la mayor dotación de campanas que existe.
Son ocho las campanas de volteo automatizado, de unos 6000 kg de peso total sin accesorios y situadas todas ellas en la Torre Este, están distribuidas en dos pisos y sus nombres religiosos son: Santísimo Sacramento, San Pascual, Virgen de Gracia, Virgen Purísima, Virgen del Rosario, San Francisco de Asís, San Pedro de Alcántara, Santa Clara, San José, Santa Ana, Natividad del Señor y Espíritu Santo. Las cuatro restantes campanas de esta torre están fijas y suenan mediante electromartillo. La campana de DO 3, denominada Santísimo Sacramento, situada en el primer piso y de 2000 kg de peso en bronce y 3360 kg contando los accesorios de la misma, es la mayor campana de volteo del mundo; mide 1,5 m de diámetro. El conjunto de las 12 campanas está afinado musicalmente y puede voltearse de forma manual.
Las 72 campanas del carrillón se encuentran en la torre Oeste. La mayor de ellas pesa 2200 kg y las menores de ellas tan solo 6 kg.

## Visitas

### Visitas reales

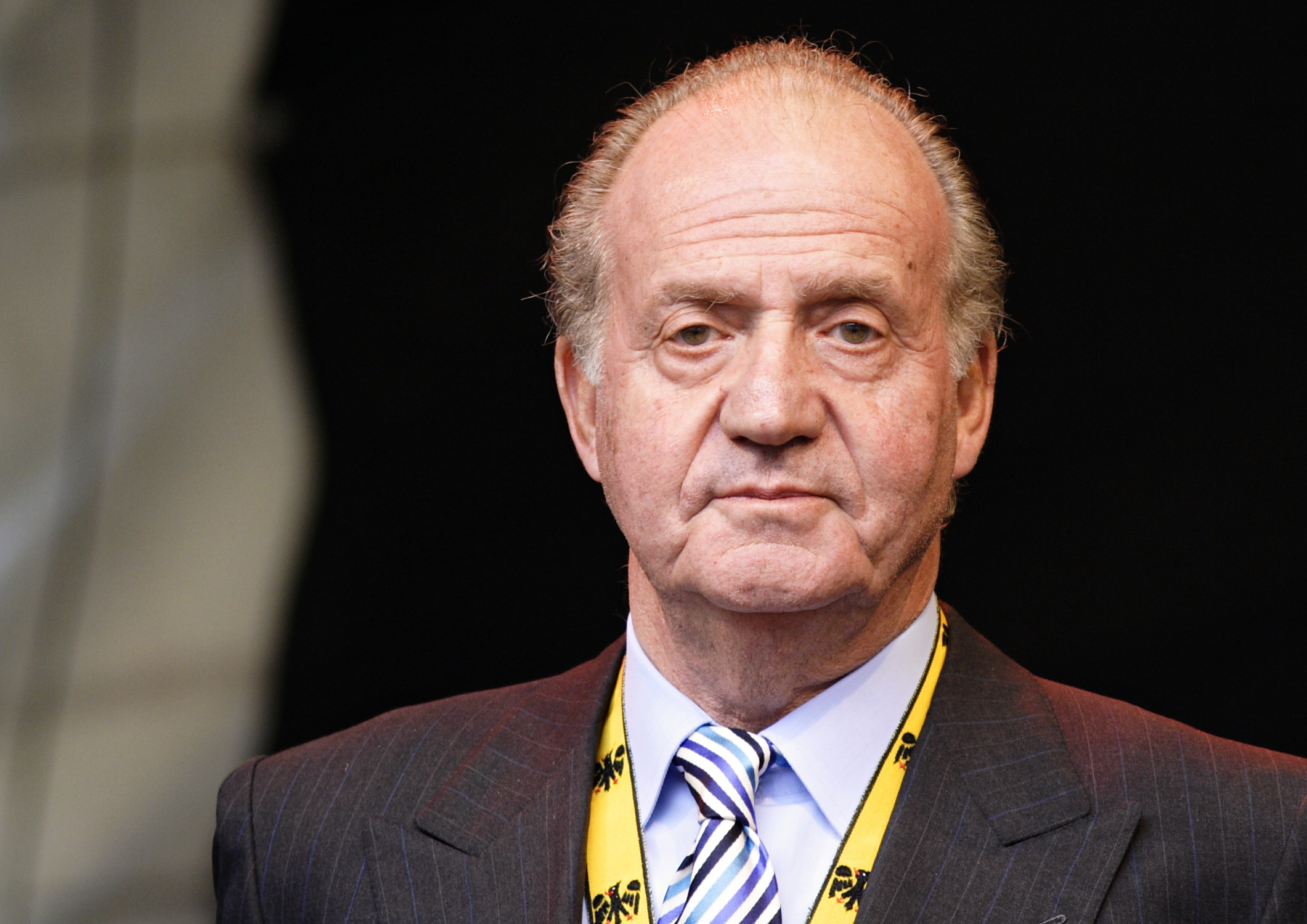
El rey Juan Carlos I inauguró la Real Capilla en 1992, con motivo del IV Centenario de la muerte de san Pascual

Por el santuario de San Pascual han pasado varios monarcas, así, el 17 de mayo de 1992, festividad de san Pascual y celebrándose el IV Centenario de la muerte del santo, los actos fueron presididos por SM el rey Juan Carlos I. Tras asistir a la misa solemne en el templo del santuario, el rey inauguró la nueva Real Capilla que fue puesta bajo su protección, tal y como muestra la inclusión de su escudo en el retablo de la misma. La bendición de la capilla fue efectuada por el cardenal Vicente Enrique y Tarancón, persona muy ligada a la ciudad y natural de la vecina Burriana. Juan Carlos I, acompañado de la reina doña Sofía, ya había visitado el santuario de San Pascual el 2 de diciembre de 1976.
Anteriormente habían visitado el santuario los reyes de la Casa de Austria, Felipe III, acompañado por su esposa Margarita de Austria, y Felipe IV, acompañado por el príncipe Baltasar Carlos de Austria.
También la Casa de Borbón visitó con anterioridad el santuario. En el siglo XVIII fue visitado por Carlos III de España y su esposa María Amalia de Sajonia. En 1802 fue visitado por Carlos IV de España, su esposa María Luisa de Parma, el entonces infante Fernando, el rey de Etruria Luis I, su esposa María Luisa de España y el primer ministro de España, Godoy. Fernando VII volvió a visitar el santuario el 26 de octubre de 1827, cuando se encontraba de camino a Cataluña. En 1845, fueron la reina Isabel II de España, su madre María Cristina y la infanta Luisa Fernanda, quienes de camino a Barcelona visitaron el santuario. Isabel II visitó de nuevo el santuario, acompañada en aquella ocasión por el entonces infante Alfonso, y el 8 de julio de 1912 fue la infanta Isabel de Borbón y Borbón, conocida como "La Chata", la que visitó el santuario, regalando un juego de escritorio de plata. También visitaron el santuario el rey Amadeo I de España el 9 de septiembre de 1871, y Alfonso XIII en 1905.

### Otras visitas
El 18 de junio de 1921 se produjo una romería catalano-valenciana al santuario, anteriormente suspendida por el estallido de la Primera Guerra Mundial. El 14 de junio de 1958 fue Francisco Franco, jefe del Estado, quien visitó el sepulcro del santo.
El 3 de mayo de 1993 visitó el santuario Herman Schalück, General de los frailes franciscanos, visita en la que bendijo los relieves del retablo de la Real Capilla con motivo del VIII centenario del nacimiento de santa Clara. Ese mismo año visitó el santuario Mario Tagliaferri, Nuncio del papa, quien participó el día 16 de mayo en la tradicional ofrenda de flores a san Pascual y en el encendido de la foguerà ("hoguera") y presidió la misa solemne el día 17, día de la festividad del santo, al mismo tiempo que inauguraba así el XLV Congreso Eucarístico Internacional celebrado en Sevilla.